# Saxlehner András
Saxlehner András (Kőszeg, 1815. február 19. – Bécs, 1889. május 24.) nagykereskedő, ásványvízforrás tulajdonos; a Buda környéki keserűvíz-források felfedezője és első tulajdonosa.

## Életpályája
Édesapja Saxlehner András volt. 1862-ben fedezte fel a budai keserűvíz-forrást, amelyet analizáltatott. 1863-ban megalapította és híressé tette a Hunyadi János keserűvíz-telepet. Halála évében már évente 6 millió üveg Hunyadi János keserűvizet hozott forgalomba idehaza és külföldön egyaránt.
Halálát tüdőgyulladás okozta. Halála után üzleti tevékenységét felesége folytatta tovább.

## Emlékezete
A keserűvizet szolgáltató medence a 21. század elejére – a szabályellenes beépítettség miatt – használhatatlanná vált.
Sírja az Új köztemetőben található (16/1-1-35/36).

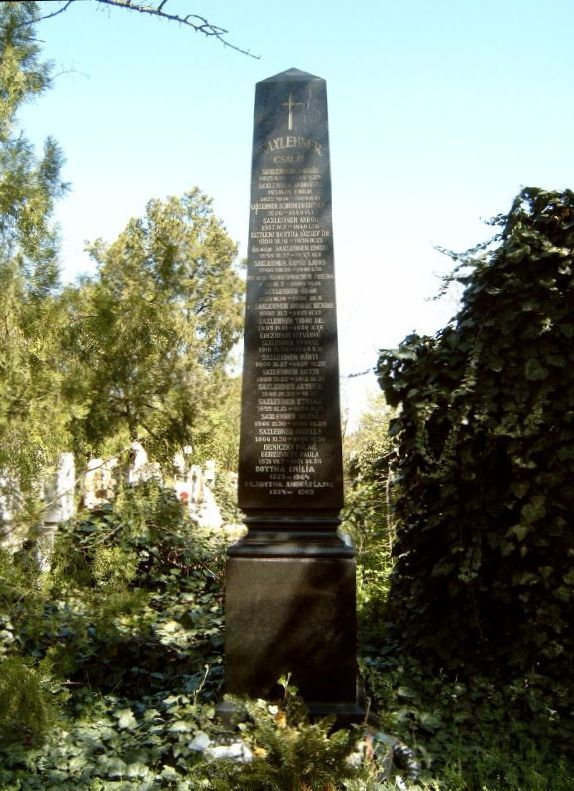
Saxlehner András sírja Budapesten. Új köztemető: 16/1-1-35/36.

## Családja
Felesége Pelikán Emília (1835–1924) volt. 
Gyermekeik:
- Saxlehner András (1857–1940),[5] házastársa Holtoványi Leopoldina Mária.
- Saxlehner Emília Sarolta (1858–1933)
- Saxlehner Árpád Lajos (1860–1910), házastársa Haggenmacher Friderika Erzsébet Antónia (1871–1898).
- Saxlehner Dezső (1866–1866)
- Saxlehner Kálmán Jenő (1868–1953), házastársa Haggenmacher Emma Mária Jozefa (1885–1958).
- Saxlehner Ödön (1871–1936)[6]